# 加泰罗尼亚杯
加泰罗尼亚杯是加泰罗尼亚足球联合会为西班牙加泰罗尼亚自治区的足球俱乐部举办的单场淘汰制足球杯赛，起源可以追溯到1903年创办的加泰罗尼亚锦标赛，1940年被西班牙关停。现如今的加泰罗尼亚杯于1984-85赛季开始举办，1989年获得了西班牙足协的认可成为官方赛事，2005年更是推出了女子赛事。
2011-12赛季，加泰罗尼亚足协新创设加泰罗尼亚超级杯，结果参加西甲联赛的加泰罗尼亚球队拒绝同时参加导致超级杯停摆两年，2014年恢复举办，由来自西甲的两个排名最好的加泰罗尼亚俱乐部之间争夺冠军。
2014-15赛季，加泰罗尼亚足协从中拆分出业余加泰罗尼亚杯，专供加泰罗尼亚地区的业余俱乐部参加，赛制类似，都是单场淘汰赛，并在季前赛期间进行，直至2023-24赛季。
目前，参加西甲联赛（从半决赛开始）、西乙联赛（从四分之一决赛或16强开始）、西协甲、西协乙、西协丙、加泰罗尼亚精英联赛的所有加泰罗尼亚俱乐部以及加泰罗尼亚精英联赛以下级别的冠军俱乐部都可以参加加泰罗尼亚杯。